# 汉堡大学
汉堡大学（德語：Universität Hamburg）是位于德国汉堡市的大学，1919年建校，它是德国最大的大学之一。大学校区位于汉堡-爱斯布图勒，地理位置为北纬53°34'1"，东经9°59'2"。
在2019年7月德国联邦政府揭晓的第三轮卓越大学计划评选中，首次获得了德国“精英大学”的称号。

## 历史

### 前史
1529年马丁·路德的好友约翰内斯·布根哈根来到刚刚引入新教的汉堡来建立新的教育和教会制度。他在过去的汉堡圣约翰修道院设立了一座高等学校约翰高等学校。与此同时1479年建立的市图书馆也被更新。
由于这座中学非常受欢迎，也为了减少年轻人从施塔德和不来梅的高级中学转到汉堡1613年在汉堡成立了一座学术高级中学。在这里学生可以在两年的学期中准备进入大学的课程。一开始这个高级中学有四名教授，后来六名。17世纪后市议会和公民逐渐忽视了市内的公共学术教育。汉堡是一个商业共和国，其经济兴趣在远洋，而市内的大亨则可以通过家庭教师和私人学院来自己满足其教育需求。这些私人教育设施中最重要的是汉堡商业学院，于1768年建立，其最著名的毕业生是亚历山大·冯·洪堡。另一个重要的学术设施是1801年设立的汉堡天文台，其最主要的任务是导航。
邻近的阿通纳现代化的克利斯蒂安中学受到了丹麦国王的大力支持，这从1738年开始更加加剧了汉堡市本身对公共高等教育的兴趣。1806年汉堡有13万居民，但是约翰高等学校只有125名学生，而学术高级中学只有18名学生。
从19世纪60年代开始汉堡的高等学校开始收录非新教学生。19世纪末学术高级中学被关闭，市政府设立了一个今天依然存在的一般继续教育和普及科学教学堂（Allgemeines Vorlesungswesen zur Weiterbildung und Verbreitung der Wissenschaft），其教师来自汉堡其它科学研究设施的客座教师。1900年市政府又设立了航海和热带病研究所（Institut für Schiffs- und Tropenkrankheiten）。1910年汉堡开始了市内首个公共高等女子学校。

### 建校

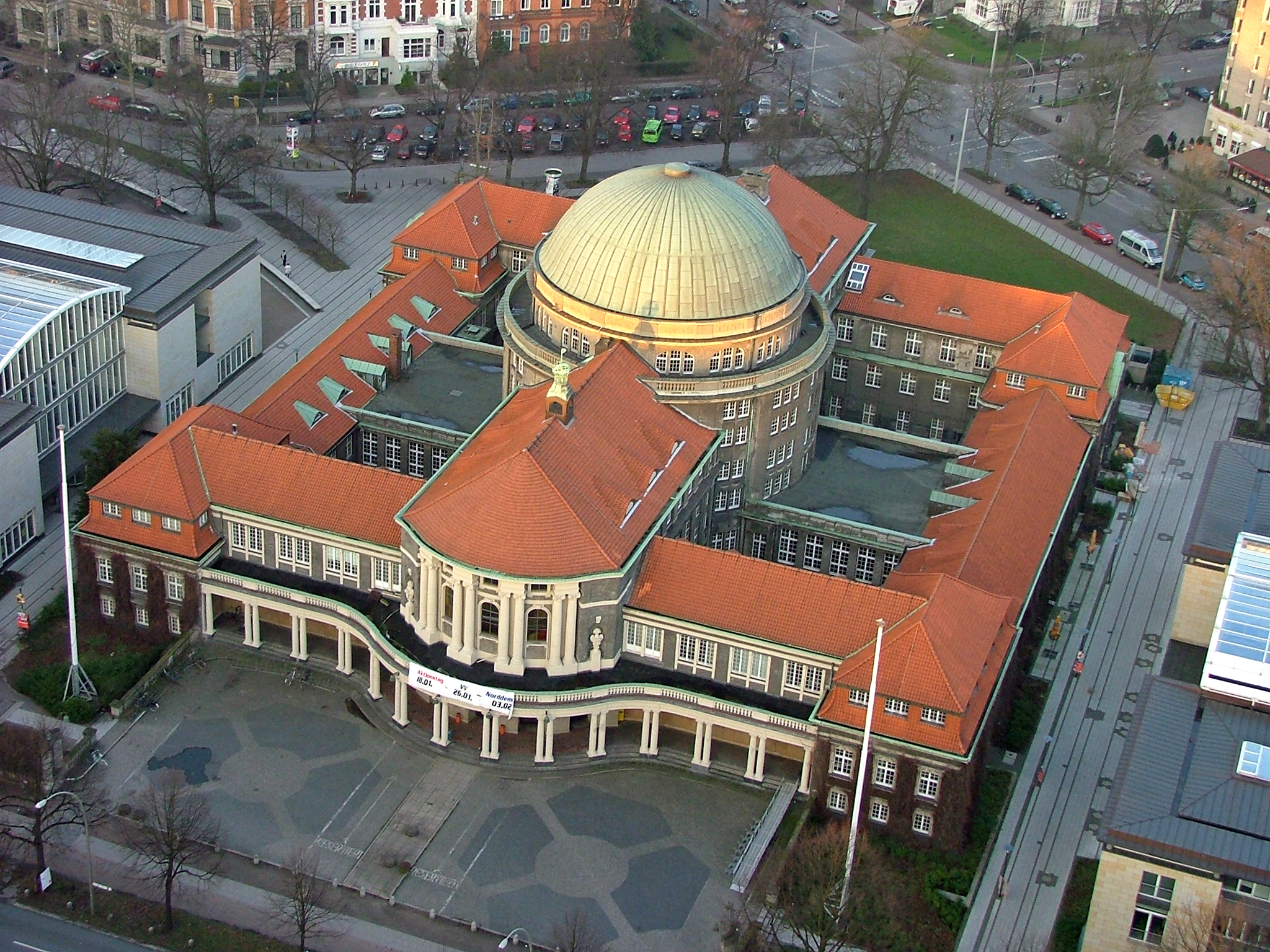
主楼

20世纪初市内有钱的商人企图建立一座国立大学。他们向市政府和议会提出的建议却没有获得批准。尤其非常有影响的商会反对这个计划。1907年支持者成立了“汉堡科学基金会”，1908年進而成立了漢堡殖民學院。基金会的宗旨在于支持教学堂赢得学者以及资助研究旅行。殖民研究所的宗旨在于研究所有与远洋有关的教育和研究工作。同年市政府批准了一块地让教学堂建立一座新的建筑（建筑的钱是私人捐的）。1911年新建筑建成，今天这里是大学的管理机构的所在地。第一次世界大战的爆发搁迟了在汉堡建立大学的计划。
战后汉堡首次进行自由选举，1919年一名大学支持者被当选为市长，市议会通过了“汉堡大学和人民高校的临时法律”。汉堡的教授数量从19名提高到39名。除国立研究所外殖民研究所、教学堂和艾本多夫医院（今大学附属医院）也被合并入大学。

### 1919年至2005年

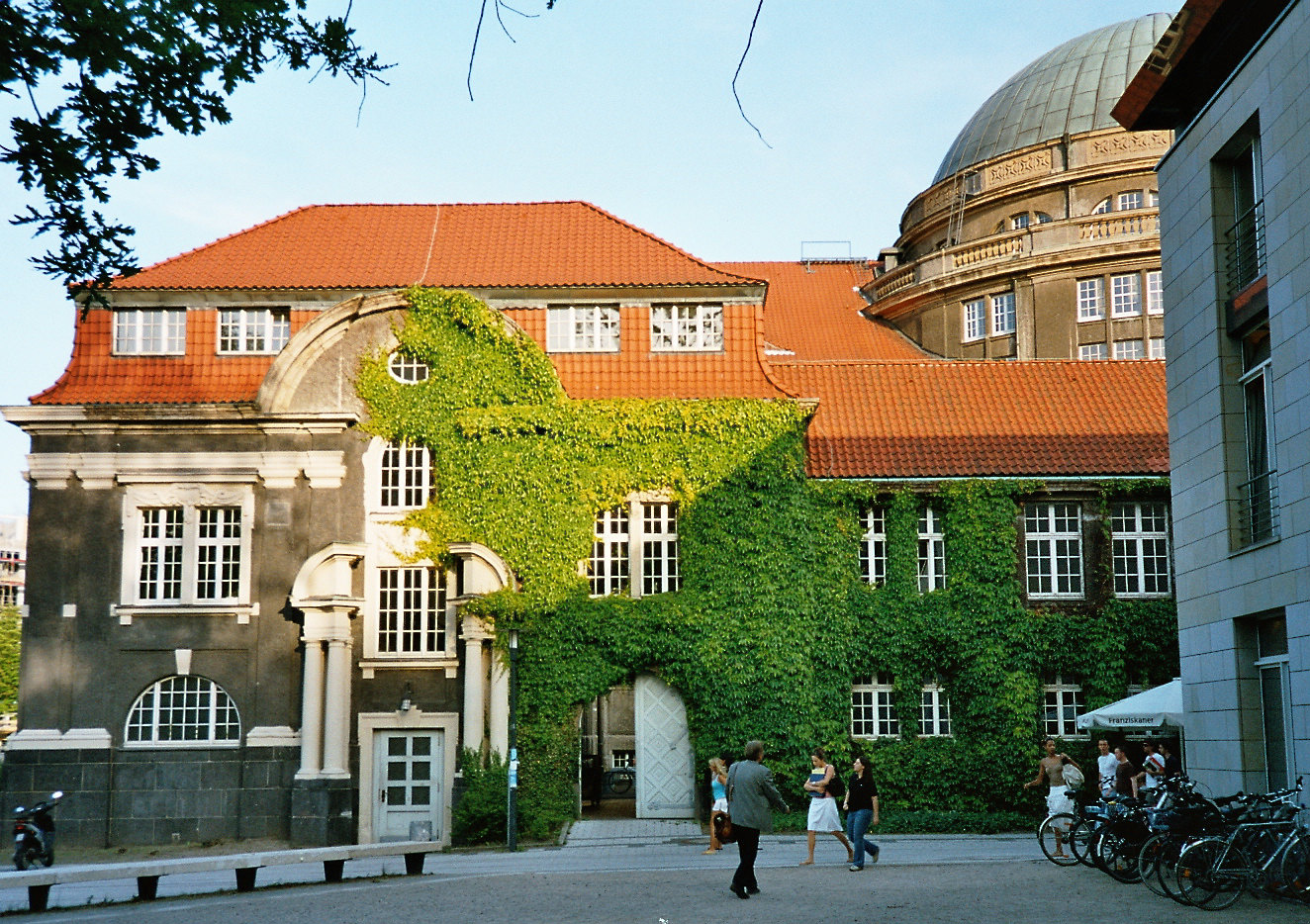
主楼侧翼

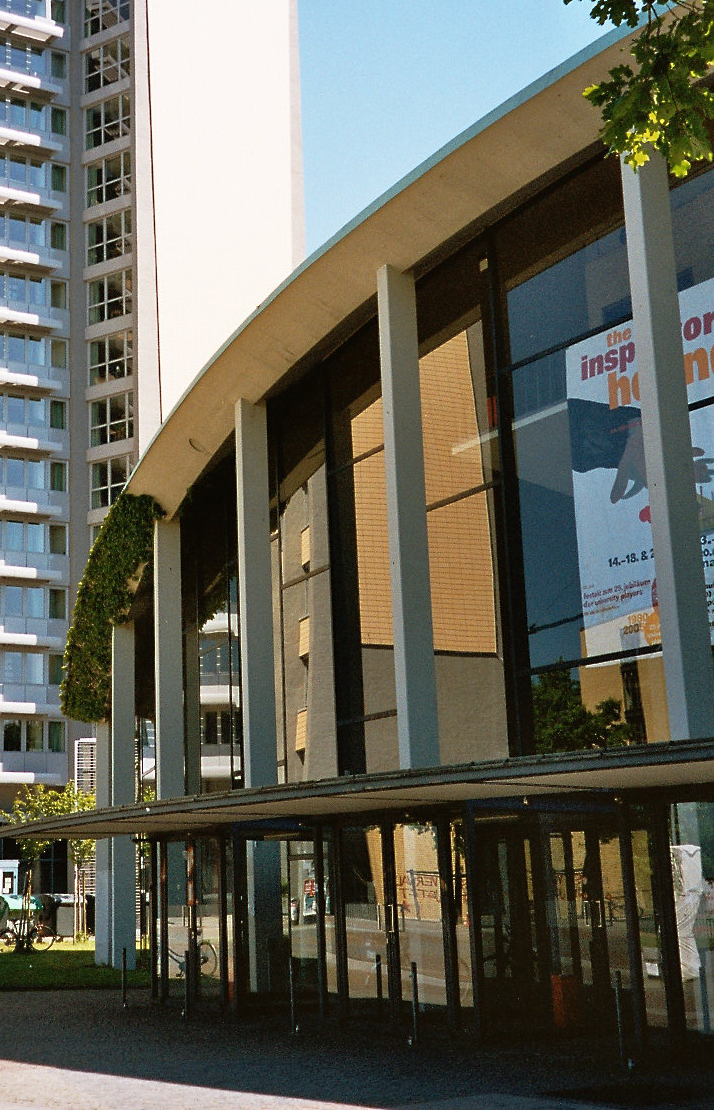
大教室（2005年）

魏玛共和国时期汉堡大学达到了其第一个顶峰。当时大学里有四个系，数千学生。阿比·瓦尔堡和恩斯特·卡西尔等著名学者曾在这里任教。到1931年大学的教授数提高到75名。由于当时尤其学生受到经济状况的打击1922年成立了“汉堡学生帮助协会”。同年秋该协会开设了汉堡第一座学生宿舍，次年夏又开设了汉堡第一座学生食堂。
纳粹时期汉堡大学被改名为汉莎大学。被纳粹认为是不善的作家的书被从图书馆剔除。约50名学者被解雇（其中包括恩斯特·卡西尔和威廉·斯登），至少七名学生因为与白玫瑰有联系或者被怀疑与白玫瑰有联系而被捕，后来死在狱中。
1945年战后大学以汉堡大学的名称重新开办。教学和研究工作逐渐重新开办。一开始大学有四个系（法学和社会学、医学、哲学和自然科学）。1954年增设（新教）神学。法学和社会学系分开，社会学和经济学自成一系。50年代末、60年代初大教室和哲学高楼建成。植物研究所和植物园被迁移到市外。70年代随着学生数量的剧增许多新的、今天成为大学地标的建筑建成。虽然如此原来的校园不够大，今天在汉堡全市各地均有大学的建筑。
随着五月风暴60年代末在汉堡大学也爆发学运。1969年汉堡议会通过了新的大学法。原来的系被解散，改分15个新的系。大学的自主权被加强，学生和职员的参与权利被书明在法律内。1979年由于法庭判决部分这些判决又被回退。
2000年两个法学系合并。
从1990年代中开始大学的费用不断被削减，同时大学采取措施缩短平均学习时间和中断率。为了协和欧洲各国大学的学程（波洛尼亚进程）大学不得不对管理和学习制度进行改革，这个改革过程至今依然在进行。
2005年4月1日，不顾被涉及的两座大学的一致反对，汉堡经济和政治大学被合并入汉堡大学。

## 科研
作为德国高校中相对年轻的一所大学，汉堡大学凭借其地处德国第二大城市的优势，在科研方面具有很强的实力和上升势头。

### 研究机构
除大学的系和研究所外汉堡大学还有五个特殊研究部分。此外汉堡大学还有六个展出和一座博物院。

### 汉堡大学与DESY
1959年，在汉堡大学的教授Wolfgang Paul等人倡议下，在汉堡的西部建立了德国电子加速器装置(DESY)，汉堡大学物理系也建在DESY内。大学与DESY的紧密合作，使汉堡迅速成为高能物理学的重镇，在随后的五六十年至今，汉堡一度拥有全球最先进的加速器装置和其它大型物理装置，如DORIS，PETRA, HERA，FLASH，XFEL等，长期保持物理学的全球领导地位，汉堡大学物理系也因此拥有全球顶级的研究资源和经费支持。今天的汉堡大学物理系，在理论物理，高能物理实验，天文学，激光科学，量子科学等领域享誉世界。

### 大学及其前身的著名学者

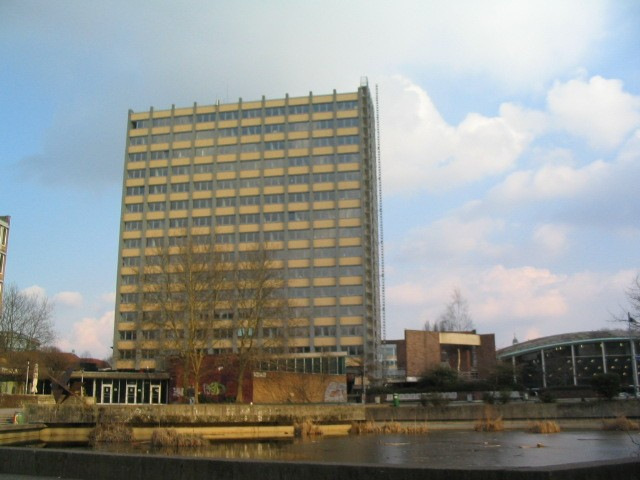
哲学高楼（2004年）

| 奥托·斯特恩        | 物理学           | 1888年—1969年  | 1943年诺贝尔物理学奖       |
| 沃尔夫冈·泡利      | 物理学           | 1900年—1958年  | 1945年诺贝尔物理学奖       |
| 弗里茨·塞爾尼克    | 物理学           | 1888年—1966年  | 1953年诺贝尔物理学奖       |
| 沃尔夫冈·保罗      | 物理学           | 1913年—1993年  | 1989年诺贝尔物理学奖       |
| 約翰內斯·延森      | 物理学           | 1888年—1969年  | 1963年诺贝尔物理学奖       |
| 哈拉爾德·楚爾·豪森 | 生理學或醫學     | 1936年—        | 2008年诺贝尔生理學或醫學獎 |
| 克劳斯·哈塞尔曼    | 物理学和大气科学 | 1931年—        | 2021年诺贝尔物理学奖       |
| 陳省身             | 數學             | 1934年－1936年 | 1984年沃爾夫數學獎         |
| 阿爾弗雷德·魏格納  | 地理學           | 1880年－1930年 | 大陸漂移說創立者           |
| 埃米爾·阿廷        | 數學             | 1921年－1937年 |                            |
| 阿比·瓦尔堡        | 艺术史           | 1866年—1929年  |                            |
| 威廉·斯登          | 心理学           | 1871年—1938年  |                            |
| 恩斯特·卡西尔      | 哲学             | 1874年—1945年  |                            |
| 欧文·帕诺夫斯基    | 艺术史           | 1892年—1968年  |                            |
| 费里茨·费舍尔      | 历史             | 1908年—1999年  |                            |
| 彼得·德鲁克        | 企业经济学       | 1909年—2005年  |                            |
| 卡尔·席勒          | 民族经济学       | 1911年—1994年  |                            |
| 赫尔穆特·舍尔斯基  | 社会学家         | 1912年—1984年  |                            |
| 卡尔·亚当·佩特里   | 信息学           | 1926年—2010年  |                            |
| 库诺·洛朗兹        | 哲学             | 1932年—1989年  | 1970年至1974年在汉堡       |

#### 图书馆
除主图书馆外各个系和机构还共有65个图书馆，其中最大的是2005年建成的、五层楼高的法学图书馆。

#### 合作和成员
汉堡大学是六个研究协会的成员，19个其它机构在此驻有代表。

### 教学
2005年中汉堡大学有18个系和七个不属于任何系的机构。在今后的改革中这些系将逐渐合并为六个系，最大的系是包括一个附属医院的医学系。
除90多个本科专业外还有10个专科学科。
2005年汉堡大学还有六个硕士院。
2008年2月，漢堡大學法學院與中國政法大學合辦"中國政法大學中歐法學院"，並發展成由16所院校合辦之機構，在中國培養跨中歐法學的在職訓練、碩士學位及博士聯合培養。

## 校园生活

### 校园
汉堡大学的建筑物散布在整个市区。其主校园包括学校的主楼、主图书馆和大教室和其它建筑物位于市区的西部。尤其物理系的建筑散布得非常广。医学系主要位于附属医院。

### 食堂
主校园上有三座食堂，其中学生会的食堂最大，这里还将建造一座为有孩子的学生服务的幼儿园。